# بوب ماي
بوب ماي (بالإنجليزية: Bob May)‏ هو سياسي أسترالي، ولد في 6 يوليو 1909، وتوفي في 16 أبريل 1986. انتخب عضو المجلس التشريعي الفيكتوري.